# Deutsche Gesellschaft für Ernährungsmedizin
Die Deutsche Gesellschaft für Ernährungsmedizin e. V. (DGEM) ist die medizinisch-wissenschaftliche Fachgesellschaft für Ernährungsmedizin  in Deutschland. Als multidisziplinäre Organisation umfasst sie vor allem Berufsgruppen aus dem Bereich der Medizin und zusätzlich aus der Ernährungswissenschaft und Diätetik, der Pflege und Pharmazie. Ihr Ziel ist die Förderung der Ernährungsmedizin und Stoffwechselforschung in Wissenschaft und Praxis.

## Aktivitäten
Die DGEM fördert Wissenschaft, Praxis und Aus- und Weiterbildung auf dem Gebiet der Ernährungsmedizin und Stoffwechselforschung. Regelmäßig veranstaltet sie Fortbildungskurse, Symposien und Kongresse, um Kenntnisse und Erfahrungen nutzbar zu machen und den interdisziplinären Austausch zu in- und ausländischen Institutionen, welche auf diesem Gebiet arbeiten, aufzunehmen und zu vertiefen. Gemeinsam mit anderen Fachgesellschaften schreibt die DGEM Stipendien und Forschungsgelder für die Grundlagenforschung und die klinisch angewandte Forschung aus.

### Jahrestagungen und Fortbildungsveranstaltungen
Bei den jährlich stattfindenden traditionellen Dreiländertagungen der„Österreichischen Arbeitsgemeinschaft Klinische Ernährung“, der „Deutschen Gesellschaft für Ernährungsmedizin“ und der „Gesellschaft für Klinische Ernährung der Schweiz“ trifft sich ein interdisziplinäres Fachpublikum. Jedes Jahr wird die Dreiländertagung unter einem speziellen Motto organisiert.
Für DGEM-Mitglieder werden interdisziplinäre Fortbildungsveranstaltungen organisiert.

### Forschungsförderung
Zentrale Ziele der DGEM sind die Förderung von ernährungsmedizinischer Wissenschaft und Forschung sowie von wissenschaftlich begründeter Anwendung der Ernährungsmedizin. Zu diesem Zweck unterhält die Gesellschaft unter anderem folgende Maßnahmen:
- Junge DGEM – die Interessensvertretung der jungen Fachkräfte und Auszubildenden/Studierenden im Bereich der Ernährungsmedizin und eine Anlaufstelle für junge Menschen, die sich für die Ernährungsmedizin interessieren.[3]
- Zugang zum Deutschen Register Klinischer Studien (DRKS) und weiteren Informationsquellen zu laufenden und abgeschlossenen klinischen Studien.[4]
- Beteiligung am nutritionDay, der weltweiten, jährlich stattfindende systematische Erhebung und Analyse von Daten aus Krankenhausstationen, Intensivstationen und Pflegeeinrichtungen an einem festgelegten Donnerstag im November.[5]
- Empfehlungen zu Veröffentlichungen rund um das Themengebiet der Ernährungsmedizin.[6]
- Angebot von und Informationen zu finanzieller Forschungsförderung durch die DGEM und andere Förderer.[7]

### Publikationen
- Offizielles Organ der DGEM ist die Zeitschrift „Aktuelle Ernährungsmedizin“ (ISSN 0341-0501), die im Thieme Verlag erscheint.
- In der "Nutrition-News" werden aktuelle Publikationen zur klinischen Ernährung, Infusionstherapie und Diätetik vorgestellt.[8]
- Die Vereinsmitglieder erhalten  vier Mal pro Jahr Mitglieder-Newsletter mit Infos zu Veranstaltungen, Preisen und News aus der Geschäftsstelle.[9]

## Leitlinien zur Behandlung
Die Gesellschaft entwickelt zu Themen ihres Fachgebiets medizinische Leitlinien, die im Rahmen des AWMF-Leitlinienprogramms veröffentlicht werden.

## Preise und Ehrungen

### Georg-Klemperer-Ehrenvorlesung
Die Medizinische Klinik mit Schwerpunkt Gastroenterologie der Charité führte im Jahr 2007 die Georg Klemperer-Ehrenvorlesung in Erinnerung an den 1936 zur Flucht gezwungenen Berliner Professor für Innere Medizin Georg David Klemperer (1865–1946) ein. Seit 2016 findet dieses Ereignis etwa alle zwei Jahre im Rahmen der DGEM-Jahrestagung statt.
Preisträger:
- Dorothee Volkert, Erlangen-Nürnberg (2024)[15]
- Stephan C. Bischoff, Hohenheim (2022)
- Arved Weimann, Leipzig (2018)
- Berthold Koletzko, München (2016)
- Mathias Plauth, Dessau (2011)
- Manfred J. Müller, Kiel (2009)[16]
- Wilfred Druml, Wien (2007)[12]

### Konrad-Lang-Medaille
Die Konrad-Lang-Medaille wurde erstmalig im Jahr 2002 in Anerkennung außerordentlicher wissenschaftlicher Verdienste in der Ernährungsmedizin vergeben. Es handelt sich oftmals um eine Ehrung für das Lebenswerk.
Preisträger:
- 2022: Hans Konrad Biesalski, Hohenheim[17]
- 2018: Manfred J. Müller, Kiel[18]
- 2016: Johannes Wechsler, München
- 2014: Herbert Lochs, Innsbruck
- 2012: Günther Wolfram, München[19]
- 2010: Hannelore Daniel, München-Freising
- 2008: Rémy Meier, CH-Liestal
- 2006: Eggert Holm, Mannheim
- 2004: Joachim Eckart
- 2004: Wolfgang Hartig, Leipzig
- 2003: Gunter Kleinberger, Steyr (* 14. März 1942; † 14. Mai 2024)[20]
- 2002: Reinhold Kluthe, Freiburg

### Ehrenmitgliedschaft
Die Ehrenmitgliedschaft wird an namhafte Persönlichkeiten verliehen, die sich um die Gesellschaft und/oder die Ernährungsmedizin hervorragend verdient gemacht haben.
Ehrenmitglieder:
- Michael Hiesmayr, Wien (2022)
- Peter Ballmer, Winterthur (2022)
- Peter Stehle (2018)
- Gudrun Zürcher, Freiburg (2016)
- Olaf Adam, München (2016)
- Karl Jauch, München (2014)
- Rémy Meier, Liestal (2013)
- Ulrich Keller, Basel (2012)[19]
- Peter Schauder, Göttingen (2012)[19]
- Erich Roth, Wien (2011)
- Wilfred Druml, Wien (2011)
- Peter B. Soeters, Maastricht (2010)
- Luboš Sobotka, Hradec Králové (2009)
- Heyo Eckel, Göttingen (2008)
- Zdenek Zadak, Prag (2008)
- Johann Michael Hackl, Innsbruck (2007)
- Doris Balogh, Innsbruck (2007)
- Hansjosef Böhles, Frankfurt (2006)
- Volker Zumtobel, Bochum (2006)
- Günther Wolfram, München (2005)
- Miklos Halmágy, Mainz (2002)
- Joachim Eckart (1999)
- Werner Fekl, Erlangen (1990) durch die DAKE
- Ernst Kofrányi (1987) durch die DAKE
- Arvid Wretlind, Stockholm (1987) durch die DAKE

## Geschichte
Der Verein ging am 22. März 1991 in Göttingen aus der Fusion der 1981 gegründeten Deutschen Arbeitsgemeinschaft für Künstliche Ernährung e. V. (DAKE) mit zwei anderen Gesellschaften hervor (der Sektion Parenterale und Sondenernährung der Gesellschaft für Ernährung der DDR und der Deutschen Arbeitsgemeinschaft für klinische Ernährung und Diätetik).
Der Verband ist Mitglied in der Deutschen Allianz Nichtübertragbare Krankheiten und der Arbeitsgemeinschaft der Wissenschaftlichen Medizinischen Fachgesellschaften (AWMF). Die AWMF publiziert wissenschaftliche Leitlinien, die über die evidenzbasierte Behandlung bestimmter Krankheitsbilder aufklären. Die DGEM ist seit dem Jahr 2001 Mitglied der AWMF.